# Арденс Микола Миколайович
Микола Миколайович Арденс (до 1934 року — Апостолов; 20 січня 1890, Кролевець, Чернігівська губернія — 1974) — російський радянський літературознавець, член Спілки письменників СРСР, кандидат філологічних наук, професор.

## Біографія
Народився в сім'ї відставного полковника. Закінчив кадетський корпус, а в 1916 році — історико-філологічний факультет Київського університету, де отримав премію імені Толстого за твір «Історичний роман Толстого та його попередників».
Редагував твори Толстого у видавництвах «Життя» і «Голос» (1918—1921). Викладав історію літератури в МДУ, Уральському університеті, ВДІКу, ГІТІСі.
В 1945 році був нагороджений медаллю "За доблесну працю у Великій Вітчизняній війні 1941—1945 рр .. ".

## Твори
- Литературно-научные очерки, 1907.
- Утренние сумерки. — Киев, 1908.
- Импрессионизм и модернизм, 1908.
- Карамзин как романист-историк, 1916.
- Религиозно-анархические идеи Толстого и современный политический психоз. — Киев, 1919.
- Толстой, его жизнь и жизнепонимание. — Киев, 1920.
- Лев Толстой над страницами истории. Историко-лит. наблюдения. — М., 1928.
- Живой Толстой. — М., 1928.
- Лев Толстой и его спутники. — М., 1928.
- Жизнь Л. Н. Толстого в воспоминаниях и переписке. — М., 1928.
- Лев Толстой и русское самодержавие. Факты. Воспоминания. Документы. — М.—Л., 1930.
- Пушкин и музыка // Новый мир, 1936, № 12.
- Драматургия и театр А. С. Пушкина, 1939.
- К вопросам философии истории в «Войне и мире» Толстого // Уч. зап. Арзамасского пед. ин-та. 1957. Вып. 1.
- Народы Востока и русская литература // Уч. зап. Арзамасского пед. ин-та. 1958. Вып. 3.